# Franciszek Mirecki
Franciszek Mirecki (ochrz. 31 marca 1791 w Krakowie, zm. 29 maja 1862 tamże)  – polski kompozytor, pianista, pedagog.

## Życiorys
Był synem Franciszka Mireckiego, organisty kościelnego Najświętszej Marii Panny w Krakowie, i Teresy Gorączkiewicz z rodziny krakowskich muzyków. Naukę gry na fortepianie rozpoczął u ojca w wieku 4 lat. W 1800 wystąpił publicznie w Krakowie jako pianista. W 1806 roku był dyskancistą w chórze kościelnym Najświętszej Marii Panny . W latach 1810–1814 studiował na wydziale filologicznym Uniwersytetu Jagiellońskiego. Równocześnie uczył języka francuskiego i greki w gimnazjum św. Anny .
W 1814 wyjechał do Wiednia, gdzie był bibliotekarzem i sekretarzem hrabiego Józefa Maksymiliana Ossolińskiego. Współpracował też z Adamem Tomaszem Chłędowskim, dostarczając mu materiały do historii literatury polskiej. W Wiedniu podjął naukę kompozycji i gry na fortepianie u Johanna Nepomuka Hummla ; w zakresie kompozycji zasięgał też rad Ignaza Moschelesa, Antonia Salieriego i Johanna Petera Pixisa. Bywał na wielu koncertach, poznał utwory m.in. Ludwiga van Beethovena, Carla Czernego, Muzio Clementiego oraz liczne opery włoskie, m.in. Domenica Cimarosy, Giovanniego Paisiella, Gioacchina Rossiniego, Gaetana Donizettiego)  .
Na początku 1817 wyjechał do Wenecji, gdzie przez 11 miesięcy uczył się instrumentalizacji, poznawał włoską operę i udzielał lekcji gry na fortepianie. Pod koniec tego roku krótko przebywał w Mediolanie; zaprzyjaźnił się tam z Giovannim Ricordim, swoim późniejszym wydawcą .
Na przełomie 1817/1818 wyjechał do Paryża, gdzie na zamówienie wydawcy A. Carliego opracował 50 psalmów Benedetta Marcella, duety wokalne Francesca Durantego i madrygały Giovanni Clariego. Opracowania te przyniosły Mireckiemu europejski rozgłos i materialną stabilizację. Skomponował tam też 3 opery: Cyganie, Pułaski (wg nie potwierdzonych danych wystawione w Paryżu) i Piast, którą w 1822  planowano wystawić w Teatrze Wielkim w Warszawie .
W listopadzie 1822 wrócił do Mediolanu, gdzie napisał m.in. 4 włoskie balety, z których Essex cieszył się największym powodzeniem. Następnie objął stanowisko dyrektora orkiestry teatralnej w Genui i napisał dla tej sceny operę Evandro in Pergamo (1824); odniosła ona ogromny sukces (26 przedstawień), toteż kompozytor został zaproszony do teatrów Rzymu i Neapolu, gdzie zaprezentował 2 balety napisane dla sceny mediolańskiej. Odwiedził też Florencję i Turyn .
W lipcu 1825 podpisał roczny kontrakt na stanowisko dyrektora Opery Włoskiej w Lizbonie. Tam powstała opera I due forzati, obok Evandro jego najlepsza włoska opera. W 1826 ponownie objął dyrekcję orkiestry teatralnej w Genui i był nauczycielem śpiewu  .
Prawdopodobnie w lipcu 1838 Mirecki złożył Senatowi Wolnego Miasta Krakowa propozycję utworzenia szkoły śpiewu dramatycznego. Przeniósłszy się do Krakowa otworzył ją 22 grudnia 1838 w swoim mieszkaniu na Piasku nr 95. Szkoła reprezentowała wysoki poziom dokumentowany corocznymi popisami uczniów, z trudnym, zwykle włoskim repertuarem operowym, solowym i chóralnym. W 1841 została przekształcona w Szkołę i Bursę Muzyczną, a następnie przyłączono ją jako jeden z działów do krakowskiego Instytutu Technicznego. Mirecki do końca życia kierował wydziałem śpiewu dramatycznego i kościelnego w tej szkole, przyczyniając się wydatnie do rozwoju kultury muzycznej Krakowa w latach 1840–1860 . W 1848 mianowano go członkiem Towarzystwa Naukowego w Krakowie, a w 1858 członkiem honorowym Galicyjskiego Towarzystwa Muzycznego we Lwowie .
Jego synami byli: Stanisław, nauczyciel śpiewu oraz Kazimierz, malarz. Franciszek Mirecki zmarł w 1862 w Krakowie. Został pochowany na krakowskim cmentarzu Rakowickim, w grobowcu rodzinnym, w kwaterze nr 12.

## Twórczość
Muzyka Mireckiego reprezentowała w polskiej kulturze okres przełomu klasycyzmu i romantyzmu. Przez całe życie ideałem była dlań tylko muzyka włoska, w tym starowłoska i włoska opera komiczna, zwłaszcza Rossiniego i Donizettiego. Całkowicie odrzucał muzykę Berlioza, Liszta i Verdiego, z oporami akceptował twórczość Beethovena. Konsekwentnie zwalczał wszelkie przejawy romantyzmu, uważając go za przyczynę deformacji gustu. Chopinowi i Schumannowi zarzucał ostinatowe basy, septymowe akordy z sekstą i figuracyjną melodykę; do krytyki tej dołączał nawet własne „poprawki". Polską muzykę ludową i tańce interpretował jako „poziome źródła”, niemelodyjne i monotonne, nieprzydatne jako inspiracja artystyczna; mimo to sam pisywał liczne tańce .
Twórczość Mireckiego uległa całkowitemu zapomnieniu, nie była też nigdy przedmiotem badań naukowych. Jednak sukcesy jego oper we Włoszech, uznanie, jakim cieszył się jego traktat o instrumentacji Trattato intorno agli instrumenti ed all'instrumentazione (Mediolan, 1825), a także liczne zagraniczne wydania jego kompozycji sprawiają, że obok Feliksa Janiewicza (a przed Chopinem) był pierwszym polskim kompozytorem, który zyskał uznanie za granicą .

## Ważniejsze kompozycje
(za: A. Chodkowski, Encyklopedia muzyki)

### Opery
- Piast, (1822)
- Cyganie, (1822)
- Pułaski, (1822)
- Evandro in Pergamo, (Genua, 1824)
- I due forzati, (1826)
- Cornelio Bentivoglio, do libretta Gastone di Foix Feliksa Romaniego, (Mediolan, 1844)
- Nocleg w Apeninach, operetka wg komedii Aleksandra Fredry, (Kraków, 1845)

### Utwory fortepianowe
- 6 sonat
- wariacje
- polonezy
- fantazje
- krakowiaki

### Inne kompozycje
- Symfonia c-moll
- 2 sonaty skrzypcowe
- Adagio i Allegro concertante na fortepian i kwartet smyczkowy
- Trio fortepianowe